# منتخب مالطا تحت 17 سنة لكرة القدم
منتخب مالطا تحت 17 سنة لكرة القدم (بالإنجليزية: Malta national under-17 football team)‏ هو ممثل مالطا الرسمي في المنافسات الدولية في كرة القدم في فئة كرة قدم تحت 17 سنة للرجال، يديريه اتحاد مالطا لكرة القدم.